# Alexandre Burtin
Pour les articles homonymes, voir Burtin.
Alexandre Burtin, né le 27 février 1916 à Lausanne et mort le 6 juin 1984 à Genève est une personnalité suisse. Il fut directeur sportif de l'équipe nationale suisse au Tour de France entre 1950 et 1963. Il fut également un homme politique suisse jusqu'à son décès.

## Biographie

### Jeunesse
Alexandre Burtin grandit à Genève, où il apprend le métier de plombier ferblantier. Il s'engage politiquement dès son jeune âge. En 1939, lors du cortège du Premier Mai, il est arrêté avec deux autres manifestants après une bagarre pour défendre une banderole anarchiste. Cet événement marque le début de son engagement actif dans les mouvements sociaux.
En juillet 1940, Burtin est condamné à 12 mois de prison pour propagande antimilitariste après avoir transmis à son frère des exemplaires de la brochure « Face à la guerre » de Lucien Tronchet et Louis Bertoni. Son frère, Jean-Pierre, est également emprisonné pour avoir distribué la brochure parmi les soldats.
Pendant la guerre, Burtin rejoint le Parti socialiste, mais il conserve des sympathies pour ses anciens compagnons anarchistes et reste abonné au journal Le Réveil anarchiste.

### Carrière politique
Il est élu député du Grand Conseil du canton de Genève en tant que socialise entre 1951 et 1973, soit pendant six législatures. Il est également élu à la ville de Genève entre 1957 et 1983.

### Carrière dans le domaine du cyclisme
Il devient directeur technique de la fédération suisse et dirige l'équipe suisse jusqu'en 1963. De 1970 à 1975, il est président de la commission sportive suisse. Il appartient aussi à l'organisation du Tour de France de 1972 à 1984.